# 旭川電気軌道東旭川線
東旭川線（ひがしあさひかわせん）は、旭川電気軌道が同社の東川線と共に運営していた軌道路線である。旅客のみの軌道運輸事業を行っていた。

## 路線データ（廃止時）
- 軌間：1067mm
- 電化区間：全線（直流600V）
- 複線区間：
- 閉塞方式：
- 交換可能駅：1（愛宕）
- 変電所（水銀整流器式）：旭川追分
- 車庫：旭川追分

## 歴史
- 1929年（昭和4年）12月30日 旭川追分 - 東旭川市街（後の二丁目）間開通
- 1930年（昭和5年）12月26日 東旭川市街 - 旭山公園間開通
- 1973年（昭和48年）1月1日 廃止[1]

## 運行形態
旭川追分 - 龍谷学園前付近と終点の旭山公園付近が専用軌道で、路線の中間部分が併用軌道。併用軌道は道端を走る専用軌道然とした区間と道路の中央を走る路面電車然とした区間があった。使用車両が高床式の郊外電車形のため、専用軌道・道路上の併用軌道を問わず駅・停留場にはプラットホームがあった。旭川追分6:30始発、21:30終発。ラッシュ時は30分間隔、愛宕で列車交換した。閑散時は1時間間隔の運行。旭川追分駅で東川線に乗り入れ、旭川四条駅まで直通し、東川線と30分毎の交互運行。旭川追分から旭山公園まで約25分。
貨物輸送は東川線のみで、東旭川線では行っていなかった。

## 駅一覧
*：路線廃止に先だって廃止された駅
旭川追分駅 - 南端通駅* - 龍谷学園前駅 - 南中通駅* - 墓地前駅 - 西一条駅* - 愛宕駅 - 永山通駅* - 一丁目駅 - 二丁目駅 - 徳巌寺前駅* - 役場前駅 - 東番外地駅* - 四丁目駅 - 豊田駅* - 五丁目駅 - 六丁目駅* - 旭山公園駅

## 接続路線
- 旭川追分駅：旭川電気軌道東川線